# Comté de Saunders
Le comté de Saunders est un comté de l'État du Nebraska, aux États-Unis. Son siège est la ville de Wahoo.